# Láncara
Láncara település Spanyolországban, Lugo tartományban. Láncara Sarria, O Páramo, O Corgo, Baralla, Becerreá, Triacastela és Samos községekkel határos. Lakosainak száma 2500 fő (2024).

## Népesség
A település népessége az elmúlt években az alábbi módon változott:
| Lakosok száma | 3260 | 3136 | 3083 | 2992 | 2866 | 2789 | 2696 | 2605 | 2501 | 2500 |
|               | 2001 | 2004 | 2007 | 2009 | 2012 | 2014 | 2017 | 2019 | 2022 | 2024 |